# King of Hearts
King of Hearts, postumt studioalbum av Roy Orbison, utgivet 1992. Albumet är producerat av Jeff Lynne, Don Was, David Was, Pete Anderson, Robbie Robertson, Will Jennings, David Briggs, Chips Moman, Guy Roche, Albert Hammond och Diane Warren.
Bland hitlåtarna återfinns Crying och I Drove All Night.
Albumet är en blandning av demoinspelningar gjorda under inspelningen av Orbisons sista album Mystery Girl och tidigare utgivna låtar. "Coming Home" hade funnits med på albumet Class of '55: Memphis Rock & Roll Homecoming från 1986, där också Johnny Cash, Carl Perkins och Jerry Lee Lewis medverkar. "Wild Hearts Run Out of Time" hade funnits med på soundtracket till filmen Insignificance från 1985. "Careless Heart", som här återfinns som en demo, fanns med i sin ursprungliga version på just albumet Mystery Girl.
Albumet nådde Billboard-listan 179:e plats.
På englandslistan nådde albumet 23:e plats. 

## Låtlista
Singelplacering i England=UK 
1. "You're the One" (Roy Orbison/Bill Dees)
2. "Heartbreak Radio" (Troy Seals/Frankie Miller) (UK #36)
3. "We'll Take the Night" (Roy Orbison/Will Jennings/J.D. Souther)
4. "Crying" (Roy Orbison/Joe Melson) (duett med k.d. Lang) (UK #13)
5. "After The Love Has Gone" (Roy Orbison/Jerry L. Williams)
6. "Love in Time" (Roy Orbison/Will Jennings)
7. "I Drove All Night" (Billy Steinberg/Tom Kelly) (UK #7)
8. "Wild Hearts Run Out of Time" (Roy Orbison/Will Jennings)
9. "Coming Home" (Roy Orbison/Will Jennings/J.D. Souther)
10. "Careless Heart" (Roy Orbison/Diane Warren/Albert Hammond) (demo)
11. "Life Fades Away" (Roy Orbison/G. Danzig)

Fotnot: 11 är ett bonusspår på nyutgåvan utgiven 29 februari 2008.